# Ny Højen
Ny Højen – miasto w Danii, w regionie Dania Południowa, w gminie Vejle.